# Anti-Flag
Anti-Flag byla americká politická punk rocková skupina z Pittsburghu v Pensylvánii.
V roce 1993 po pětileté zkušenosti s hraním založili Justin Sane a Pat Thetic spolu s novým kamarádem Andy Flagem Anti-Flag. O tři roky později kapela dospěla k první desce a to u labelu New Red Archives. V létě po vydání "Die for the Government" kapelu opouští baskytarista Flag pro neshody se Sanem. Mezeru po něm zaplnil Sean Whelan z Bad Genes a 57 Defective, odkud přinesl také kytaristu Chrise Heada, který po chvilce přebírá basu. Poté přichází Jamie Cook, který odsunuje Heada na pozici 2. kytaristy, avšak sám je v r. 1999 nahrazen Chrisem Barkerem (Chris #2) a tak skupina dospěla ke konečnému line-upu. Skupina se 20. července 2023 rozpadla, zřejmě kvůli obvinění, že zpěvák Justin Sane měl před lety znásilnit ženu.

## Historie

### Začátky (1988–1997)
Anti-Flag původně vznikli v Pittsburghu v Pensylvánii roku 1988.

### První dvě alba (1997–1999)
Roku 1996 skupina vydala své první album - Die For The Government u New Red Achieves. Andy Flag opustil kapelu v létě roku 1996 kvůli svým neshodám s Justinem. V roce 1997 vychází druhé album Their System Doesn't Work for You. Krátce po Andyho odchodu jej nahradil Sean Whelan z pittsburské kapely Bag Genes. V té době Sean hrával v jiné skupině (57 Defective) s kytaristou Chrisem Headem, kterého představil Anti-Flag.
Začátkem roku 1997 Chris začal hrát v A-F na basovou kytaru. Koncem roku jeho místo převzala Jamie Cock a Chris Head přešel na pozici druhého kytaristy. Konečná sestava skončila v roce 1999, když Chris Barker, známý také jako Chris #2 nahradil Jamie Cocka.
Roku 1999 Anti-Flag vydali album A New Kind of Army u Go-Kart Records/A-F Records (A-F Records je vlastní nezávislý label Anti-Flag). Album ukazuje široký rozsah témat, jako třeba korupci v politice, rasismus, fašismus, problémovou mládež, policejní brutalitu a jednotu americké mládeže. Obal alba se dal rozložit jako plakát zobrazující výrok "Too smart to fight. Too smart to Die. Join now. A new kind of army." (Příliš chytrý, aby bojoval. Příliš chytrý, aby zemřel. Přidej se teď. Nový druh armády.)

### Fat Wreck Chords (2000–2004)
V roce 2000 byli Anti-Flag pozváni jako účastníci Vans Warped Tour. V té době se členové se seznámili s Fat Mikem z NOFX, majitelem labelu Fat Wreck Chords. Toto setkání se vyvinulo v přátelství, které Anti-Flag přivedlo k vydání dalších dvou alb na tomto labelu.
V roce 2001 se Anti-Flag spřáhli s legendárním punkovým producentem Massem Giorginim a nahráli album Underground Network, vydané u Fat Wreck Chords. Vydání tohoto alba je pravděpodobně průlomem ze tmy hardcorde undergroundu do světla mainstreamových reflektorů. Album pokračuje v ukazování problémů fašismu (obzvlášť neonacistického infiltrování "hardcorové scény") a zahraniční politiky USA. Toto album jako první obsahuje dnes už běžný booklet s eseji historiků a politických znalců. Za zmínku stojí profesor Howard Zinn. V únoru roku 2002 vydali Anti-Flag album Mobilize u A-F Records. Na albu se objevily jak nové songy, tak osm live songů z jiných alb. Po teroristických útocích z jedenáctého září Anti-Flag promluvili proti válce. V té době většina obchodů s hudbou stáhla nahrávky Anti-Flag z pultů, protože jejich hudba byla označena jako protiamerická. V roce 2003 Anti-Flag vydali album The Terror State u Fat Wreck Chords. Album se primárně zaměřovalo na kritiku Bushových administrativních manipulací při válce proti terorismu. Album opět přineslo booklet plný esejů od členů kapely a politických expertů.
8. října 2004 americký poslanec Jim McDermott při svém proslovu v parlamentu pochválil Anti-Flag za jejich povzbuzení mladých lidí při registraci a volbách.

### RCA (2005-2023)
V roce 2005 Anti-Flag podepsali smlouvu na dvě alba s labelem RCA. První z těchto dvou alb, For Blood and Empire, vydali 21. března 2006. Kapela se na albu zaměřuje na kritiku na nesprávné vedení války proti terorismu vládou USA. Song 'This Is The End (For You My Friend)' se objevil v počítačových hrách Madden NFL 2007 a NHL 07. A-F v dubnu dokončili svoje velké turné "War Sucks, Let's Party" po USA a začali pracovat na vedlejších projektech, jako třeba African Well Funa a Star to Finish MS.
25. listopadu na svých stránkách Anti-Flag oznámili, že název jejich nového albu bude The Bright Lights of America. Album vydali 1. dubna 2008, ale singl "The Bright Lights of America" vydali exkluzivně na iTunes už 12. února 2008. Klip k singlu se objevil o pár týdnů později.
V roce 2008, na turné s kanadskou skupinou Billy Talent po Evropě, Justin Sane a Chris #2 z Anti-Flag spolu se zpěvákem Benem Kowalewiczem a kytaristou Ianem D'Saem z Billy Talent nahráli nový song "Turn Your Back" pro nadcházející album.

## Členové
- Justin Sane – zpěv, kytara (1988–1989, 1993–2023)
- Chris #2 – zpěv, baskytara (1999–2023)
- Chris Head – kytara, vokály (1997–2023), baskytara (1997)
- Pat Thetic – bicí (1988–1989, 1993–2023)

### Bývalí členové
- Andy Flag — baskytara, vokály (1993–1996)
- Jamie "Cock" Towns — baskytara (1997–1999)
- Sean Whelan — baskytara (1996–1997)
- Lucy Fester — baskytara (1988–1989)

## Diskografie
- Die for the Government (1996)
- A New Kind of Army (1999)
- Underground Network (2001)
- Mobilize (2002)
- The Terror State (2003)
- For Blood and Empire (2006)
- The Bright Lights of America (2008)
- The People or the Gun (2009)
- Complete Control Sessions (2011)
- The General Strike (2012)
- American Spring (2015)
- Live - Volume One (2016)
- American Fall (2017)
- 20/20 Vision (2020)
- Lies They Tell Our Children (2023)